# 象の背中 (アニメーション)
『象の背中 -旅立つ日-』（ぞうのせなか たびだつひ）、『続・象の背中 -バトンタッチ-』（ぞく・ぞうのせなか バトンタッチ）は、秋元康の小説『象の背中』から派生したアニメーション、絵本作品。秋元康の企画・総合プロデュースにより城井文が制作した作品。
この項ではアニメーションと絵本の内容を記述する。

## 概要
『象の背中 -旅立つ日-』は、秋元康の小説『象の背中』を元に、秋元による原作・企画・プロデュースでアニメーション作家の城井文が制作した作品で、アニメーションが制作・発売されたのちに、同じ内容・同じ絵の絵本が発売された。その後、原作にない続編として後日談の『続・象の背中 -バトンタッチ-』が制作され、こちらもほぼ同じ制作陣でアニメーションと絵本で発売された。このことから秋元のクレジットは、『旅立つ日』では原作、『バトンタッチ』では作となっている。
原作での人間の家族をゾウの一家に置き換えて物語は進み、原作での「病に倒れる父」は「神様が迎えにくる日」など、全体的に柔らかな表現に置き換えられているのがこの作品の特徴。アニメーションでは、台詞などではなく、JULEPSの朗読によって物語は語られる。

## ストーリー
『旅立つ日』
ある日、ゾウの父親は神様に「命に終わりがくる日」を告げられる。そして空の上から家族を見守りながら、家族への感謝の気持ちを綴る。

『バトンタッチ』
旅立ってから20年後、娘の結婚式。父親は娘が嫁いでいく姿を見守りながら、愛しい娘への感謝の気持ちを綴り、生前に用意していたプレゼント（メッセージ）を母親が代わりに娘に渡す。

## 作品情報
- アニメーションDVD
  - 「象の背中 -旅立つ日-」（2007年10月26日発売、PCBP-51544）
    - 2話収録、本編8分、第1話「旅立つ日」 / 第2話「雲の上のお父さん」。

  - 「続・象の背中 -バトンタッチ-」（2009年2月27日発売、PCBP-51553）
    - 1話収録、本編6分。

- 絵本
  - JULEPSによる朗読のオリジナルCDを付けて刊行。
    - 『象の背中 -旅立つ日-』 ISBN 978-4-334-90147-9（2007年12月6日発売、光文社）
    - 『続・象の背中 -バトンタッチ-』ISBN 978-4-334-90157-8（2008年12月4日発売、光文社）

### 使用楽曲
「象の背中 -旅立つ日-」
『旅立つ日 完全版』
作詞：秋元康、作曲：井上ヨシマサ、編曲：JULEPS / Papa Daisuke、歌：JULEPS、演奏：口笛太郎Duo

「続・象の背中 -バトンタッチ-」
『バトンタッチ』
作詞：秋元康、作曲：杉山勝彦、編曲：JULEPS / 吉川慶、歌：JULEPS

関連作品（CD）
「旅立つ日〜完全版」JULEPS（2007年10月31日、UNIVERSAL J・UPCH-9408）

## その他
- 2008年3月17日から、TBSテレビで日曜日の放送休止前（おおよそ26時台。月曜日未明）に、最終プログラムとしてテレビ放送されていた。